# Partit Socialdemòcrata d'Àustria
El Partit Socialdemòcrata d'Àustria (en alemany, Sozialdemokratische Partei Österreichs, SPÖ) és un partit polític que forma part del Partit Socialista Europeu i que, actualment, es troba al govern a Àustria, i també governa alguns estats federats de Burgenland, Salzburg, Viena i Estíria. És un dels pocs partits sociademòcrates europeus que manté les arrels socialistes i rebutja el neoliberalisme. El seu president és Werner Faymann.

## Història

### Des dels inicis fins a 1918
Els moviments i associacions socialistes de treballadors començaren a formar-se a Àustria a mitjans de segle xix. La primera reunió del partit va tenir lloc el 1874 a Neudörfl (Burgenland). En els anys següents va haver lluites entre faccions i el partit es va dividir en les faccions moderada i anarquista. Es van unir el 1889 com Arbeiterpartei Sozialdemokratische Österreichs (SDAPÖ) (alemany: Partit Socialdemòcrata dels Treballadors d'Àustria), especialment a través de la tasca del doctor Victor Adler. En el congrés del partit a Hainfeld s'acceptà la "Prinzipienerklärung" (Declaració de Principis) d'Adler, i es considera data de fundació el 30 de desembre de 1888. El 12 de juliol, 1889 apareix el primer número del diari del partit, Arbeiter-Zeitung. Inicialment el partit va ser proper al marxisme i va seguir creixent sobretot a Viena, les zones industrials de Bohèmia, Moràvia, Estíria, Baixa i Alta Àustria.
El partit va participar en la fundació de la Segona Internacional a París el 14 de juliol de 1889. El partit va fer campanya per a obtenir més drets per als treballadors, incloent el seu dret a vot. Al Programa de Brunner de setembre de 1899, els socialistes van exigir que l'Imperi Austrohongarès es reformés en un Estat democràtic i federal.
Els socialistes es van presentar a les eleccions a l'Ajuntament (Gemeinderat) de Viena el 30 de maig de 1890. Tanmateix, el sufragi només es va garantir després d'una vaga general el 1907. A les eleccions a la Cambra de Diputats del Reichsrat, els socialistes van guanyar molts vots. D'un total de 516 escons, el partit va guanyar 87 escons, convertint-se en la segona fracció més forta al Parlament després del Partit Social Cristià. Eventualment, el 1911 els socialistes es va convertir en el partit més fort al parlament.
Inicialment va donar suport a la declaració de guerra contra Sèrbia després de l'assassinat de Sarajevo de l'arxiduc Francesc Ferran d'Àustria i la seva esposa Sofia de Hohenberg el 1914, però aviat es va adonar que la desastrosa guerra era insostenible. Després de la mort de l'emperador Francesc Josep I d'Àustria, la primera reunió de pau es va celebrar el desembre de 1916. El gener de 1918, s'organitzaren vagues per a posar fi a la guerra que provocaven grans patiments entre les famílies dels treballadors.

### República
A l'octubre es va convocar una assemblea nacional provisional (Provisorische Nationalversammlung") presidida pel socialdemòcrata Karl Renner, que va tractar d'elaborar una constitució provisional (Verfassung Provisorische) sota la direcció d'un nou Consell d'Estat encapçalat pel nou canceller Renner. Els social-demòcrates volien una nova forma de govern i el 12 de novembre de 1918 Renner proclamà la república.

### Prohibició durant la dictadura i l'Anschluss
Tant durant la dictadura austrofeixista (1934-1938) i durant l'Anschluss de 1938-1945, el SDAPÖ fou prohibit i molt perseguit, però després de l'alliberament, els socialdemòcrates esdevingueren una gran força política a Àustria després de la guerra.

### Refundació
El partit volia dirigir Àustria cap a la unió política amb Alemanya, anomenant la nova república d'Àustria "Deutsch-Österreich" (Àustria alemanya). Però el Tractat de Saint-Germain-en-Laye prohibí clarament qualsevol unificació entre Àustria i Alemanya. No obstant això, la SDAPÖ defensà aquesta unió durant l'existència de la Primera República, ja que esperava un enfortiment de la seva posició i la causa socialista dins d'una Gran Alemanya.
A les eleccions presidencials austríaques de 1957 el candidat socialdemòcrata Adolf Schärf va ser escollit president federal amb al voltant del 51 per cent dels vots.
En les eleccions legislatives austríaques de 2006 de l'1 d'octubre, el SPÖ d'Alfred Gusenbauer va guanyar, però va tenir una insuficient majoria per governar en solitari. Després de molts acords, en va arribar a una amb el Partit Popular d'Àustria (ÖVP), d'aquesta manera Gusenbauer va ser nomenat Canceller d'Àustria l'11 de gener de 2007, amb 7 ministres de l'SPÖ i 7 de l'ÖVP. El 16 de juny de 2008 Gusenbauer dimití com a líder de l'SPÖ i hi col·locà a l'aleshores Ministre d'Infraestructures Werner Faymann. El 7 de juliol de 2008 l'ÖVP va anunciar que sortia de la coalició per falta de consens polític deixant el govern en minoria, això l'obligà a convocar eleccions anticipades per al 28 de setembre del mateix any. Alfred Gusenbauer no es va presentar a la reelecció com a canceller i el seu lloc va ser ocupat pel president del partit, Werner Faymann, que aconseguí un pacte de gran coalició amb l'ÖVP el 2008 sent nomenat Canceller i  el 2013 renovà la gran coalició. Els mals resultats electorals en les eleccions presidencials del candidat del seu partit feren que Faymann dimitís, sent succeït per Christian Kern, que governà fins que a les eleccions legislatives del 2017 guanyà l'ÖVP de Sebastian Kurz.
Després de les eleccions legislatives austríaques de 2024 va formar part d'un govern de coalició entre ÖVP, SPÖ i NEOS – La Nova Àustria i Fòrum Liberal (NEOS), encapçalat per Christian Stocker, de l'ÖVP.

## Resultats electorals

### Consell Imperial deCisleitània
| Any     | Líder        | Vots         | %     | Resultat | +/- | Govern            |
| ------- | ------------ | ------------ | ----- | -------- | --- | ----------------- |
| 1891    | Victor Adler | 3 848 (#12)  | 1,26  | 0 / 353  |     | Extraparlamentari |
| 1897    | Victor Adler | 245 001 (#2) | 23,13 | 14 / 425 | 14  | Oposició          |
| 1900-01 | Victor Adler | 251 652 (#2) | 23,39 | 11 / 425 | 3   | Oposició          |
| 1907    | Victor Adler | 513 219 (#2) | 11,11 | 50 / 516 | 39  | Oposició          |
| 1911    | Victor Adler | 542 549 (#2) | 11,96 | 44 / 516 | 6   | Oposició          |

### República d'Àustria alemanya
| Any  | Líder      | Vots           | %     | Resultat | +/- | Govern                 |
| ---- | ---------- | -------------- | ----- | -------- | --- | ---------------------- |
| 1919 | Karl Seitz | 1 211 814 (#1) | 40,75 | 72 / 170 |     | Coalició amb CS i GDVP |

### Primera República Austríaca
| Any  | Líder      | Vots           | %     | Resultat | +/- | Govern          |
| ---- | ---------- | -------------- | ----- | -------- | --- | --------------- |
| 1920 | Karl Seitz | 1 072 709 (#2) | 35,99 | 69 / 183 | 3   | Coalició amb CS |
| 1923 | Karl Seitz | 1 311 870 (#2) | 39,60 | 68 / 165 | 1   | Oposició        |
| 1927 | Karl Seitz | 1 539 635 (#2) | 42,28 | 71 / 165 | 3   | Oposició        |
| 1930 | Karl Seitz | 1 517 146 (#2) | 41,14 | 72 / 165 | 1   | Oposició        |

### Segona República
| Any  | Líder               | Vots           | %    | Resultat | +/- | Govern                    |
| ---- | ------------------- | -------------- | ---- | -------- | --- | ------------------------- |
| 1945 | Adolf Schärf        | 1 434 898 (#2) | 44,6 | 76 / 165 |     | Coalició amb ÖVP i KPÖ    |
| 1949 | Adolf Schärf        | 1 623 524 (#2) | 38,7 | 67 / 165 | 9   | Coalició amb l'ÖVP        |
| 1953 | Adolf Schärf        | 1 818 517 (#1) | 42,1 | 73 / 165 | 6   | Coalició amb l'ÖVP        |
| 1956 | Adolf Schärf        | 1 873 295 (#2) | 43,0 | 74 / 165 | 1   | Coalició amb l'ÖVP        |
| 1959 | Bruno Pittermann    | 1 953 935 (#1) | 44,8 | 78 / 165 | 4   | Coalició amb l'ÖVP        |
| 1962 | Bruno Pittermann    | 1 960 685 (#2) | 44,0 | 76 / 165 | 2   | Coalició amb l'ÖVP        |
| 1966 | Bruno Pittermann    | 1 928 985 (#2) | 42,6 | 74 / 165 | 2   | Oposició                  |
| 1970 | Bruno Kreisky       | 2 221 981 (#1) | 48,4 | 81 / 165 | 7   | Minoria                   |
| 1971 | Bruno Kreisky       | 2 280 168 (#1) | 50,0 | 93 / 183 | 12  | Majoria                   |
| 1975 | Bruno Kreisky       | 2 326 201 (#1) | 50,1 | 93 / 183 | =   | Majoria                   |
| 1979 | Bruno Kreisky       | 2 413 226 (#1) | 51,0 | 95 / 183 | 2   | Majoria                   |
| 1983 | Bruno Kreisky       | 2 312 529 (#1) | 47,6 | 90 / 183 | 5   | Coalició amb el FPÖ       |
| 1986 | Franz Vranitzky     | 2 092 024 (#1) | 43,1 | 80 / 183 | 10  | Coalició amb l'ÖVP        |
| 1990 | Franz Vranitzky     | 2 012 787 (#1) | 42,8 | 80 / 183 | =   | Coalició amb l'ÖVP        |
| 1994 | Franz Vranitzky     | 1 617 804 (#1) | 34,9 | 65 / 183 | 15  | Coalició amb l'ÖVP        |
| 1995 | Franz Vranitzky     | 1 843 474 (#1) | 38,1 | 71 / 183 | 6   | Coalició amb l'ÖVP        |
| 1999 | Viktor Klima        | 1 532 448 (#1) | 33,2 | 65 / 183 | 6   | Oposició                  |
| 2002 | Alfred Gusenbauer   | 1 792 499 (#2) | 36,5 | 69 / 183 | 4   | Oposició                  |
| 2006 | Alfred Gusenbauer   | 1 663 986 (#1) | 35,3 | 68 / 183 | 1   | Coalició amb l'ÖVP        |
| 2008 | Werner Faymann      | 1 430 206 (#1) | 29,3 | 57 / 183 | 11  | Coalició amb l'ÖVP        |
| 2013 | Werner Faymann      | 1 258 605 (#1) | 26,8 | 52 / 183 | 5   | Coalició amb l'ÖVP        |
| 2017 | Christian Kern      | 1 351 918 (#2) | 26,9 | 52 / 183 | =   | Oposició                  |
| 2019 | Pamela Rendi-Wagner | 1 011 868 (#2) | 21,2 | 40 / 183 | 12  | Oposició                  |
| 2024 | Andreas Babler      | 991,069 (#3)   | 21,0 | 41 / 183 | 1   | Coalició amb l'ÖVP i NEOS |

### Presidencials
| Any  | Candidat                   | 1a volta                   | 1a volta                   | 1a volta                   | 2a volta                   | 2a volta                   | 2a volta                   |
| Any  | Candidat                   | Vots                       | %                          | Resultat                   | Vots                       | %                          | Resultat                   |
| ---- | -------------------------- | -------------------------- | -------------------------- | -------------------------- | -------------------------- | -------------------------- | -------------------------- |
| 1951 | Theodor Körner             | 1,682,881                  | 39,1 / 100                 | Derrota (2n)               | 2,178,631                  | 52,1 / 100                 | Victòria                   |
| 1957 | Adolf Schärf               | 2,258,255                  | 51,1 / 100                 | Victòria                   |                            |                            |                            |
| 1963 | Adolf Schärf               | 2,473,349                  | 55,4 / 100                 | Victòria                   |                            |                            |                            |
| 1965 | Franz Jonas                | 2,324,436                  | 50,7 / 100                 | Victòria                   |                            |                            |                            |
| 1971 | Franz Jonas                | 2,487,239                  | 52,8 / 100                 | Victòria                   |                            |                            |                            |
| 1974 | Rudolf Kirchschläger       | 2,392,367                  | 51,7 / 100                 | Victòria                   |                            |                            |                            |
| 1980 | Rudolf Kirchschläger       | 3,538,748                  | 79,9 / 100                 | Victòria                   |                            |                            |                            |
| 1986 | Kurt Steyrer               | 2,061,104                  | 43,7 / 100                 | Derrota (2n)               | 2,107,023                  | 46,1 / 100                 | Derrota                    |
| 1992 | Rudolf Streicher           | 1,888,599                  | 40,7 / 100                 | Derrota (2n)               | 1,915,380                  | 41,1 / 100                 | Derrota                    |
| 1998 | No van presentar candidat. | No van presentar candidat. | No van presentar candidat. | No van presentar candidat. | No van presentar candidat. | No van presentar candidat. | No van presentar candidat. |
| 2004 | Heinz Fischer              | 2,166,690                  | 52,4 / 100                 | Victòria                   |                            |                            |                            |
| 2010 | Heinz Fischer              | 2,508,373                  | 79,3 / 100                 | Victòria                   |                            |                            |                            |
| 2016 | Rudolf Hundstorfer         | 482,790                    | 11,3 / 100                 | Derrota (4t)               |                            |                            |                            |
| 2022 | No van presentar candidat. | No van presentar candidat. | No van presentar candidat. | No van presentar candidat. | No van presentar candidat. | No van presentar candidat. | No van presentar candidat. |

### Parlament Europeu
| Any  | Líder             | Vots      | %          | Escons | +/– | Grup |
| ---- | ----------------- | --------- | ---------- | ------ | --- | ---- |
| 1996 | Hannes Swoboda    | 1,105,910 | 29.2 (#2)  | 6 / 21 | Nou | PES  |
| 1999 | Hans-Peter Martin | 888,338   | 31.7 (#1)  | 7 / 21 | 1   | PES  |
| 2004 | Hannes Swoboda    | 833,517   | 33.3 (#1)  | 7 / 18 | =   | PES  |
| 2009 | Hannes Swoboda    | 680,041   | 23.7 (#2)  | 4 / 17 | 3   | S&D  |
| 2014 | Eugen Freund      | 680,180   | 24.1 (#2)  | 5 / 18 | 1   | S&D  |
| 2019 | Andreas Schieder  | 903,151   | 23.9 (#2)  | 5 / 18 | =   | S&D  |
| 2024 | Andreas Schieder  | 818,287   | 23.22 (#3) | 5 / 20 | =   | S&D  |